# Iberia (Albéniz)

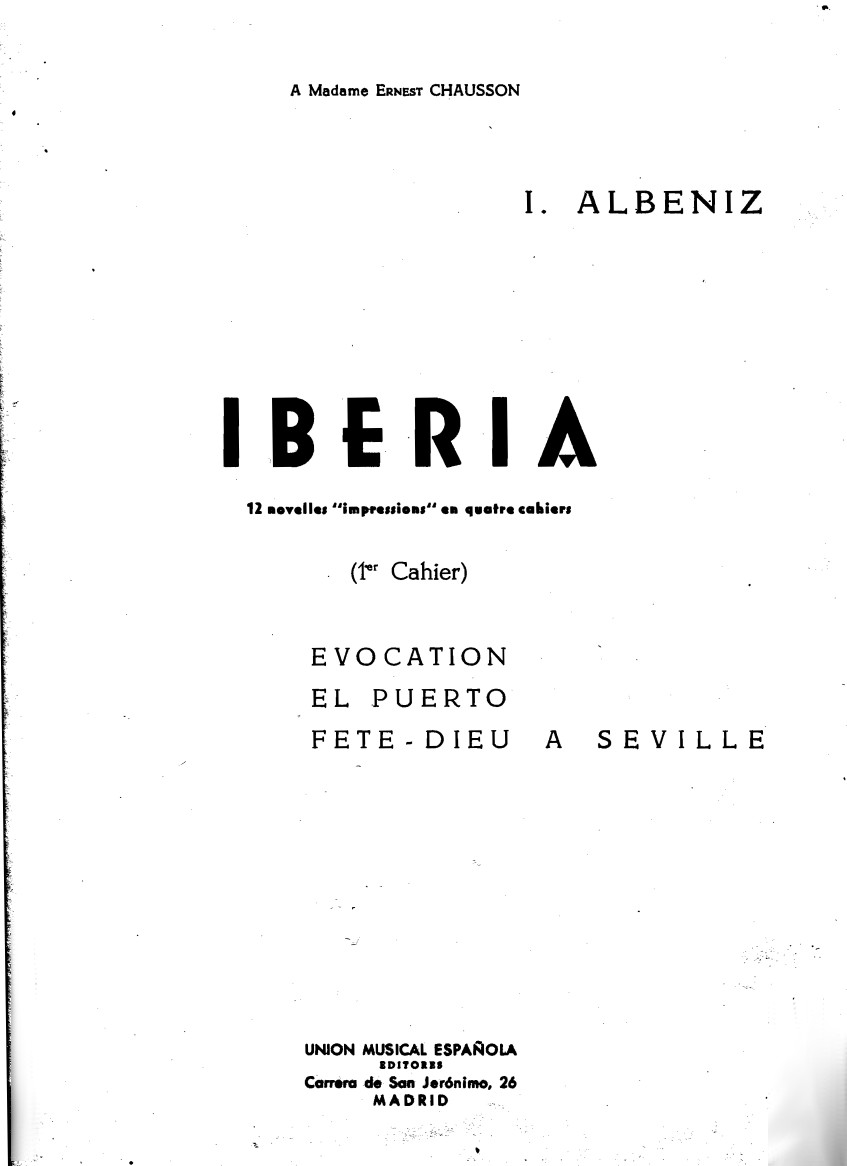
Titelblatt der Ausgabe von 1915

Iberia. 12 novelles „impressions“ en quatre cahiers ist eine Folge von spanisch inspirierten Tänzen von Isaac Albéniz, die er von 1905 bis zu seinem Todesjahr 1909 für Klavier komponierte. Diese Tanzsuite, bestehend aus vier Büchern, gehört bis heute zu den wichtigsten Werken der spanischen Klaviermusik. Es gibt zahlreiche Bearbeitungen, darunter auch für großes Orchester. Iberia beschreibt auf tänzerisch-musikalische Weise das rege Volkstreiben der Händler und Arbeiter in verschiedenen Städten Andalusiens. Die französische Pianistin Blanche Selva spielte die Uraufführung der einzelnen Teile von Iberia ab 1906, unter anderem in der Pariser Salle Pleyel. Iberia brachte dem Komponisten Berühmtheit. Im Gegensatz zu seinen früheren Stücken stellt es höchste Ansprüche an die Pianisten.

## Hintergrund
Iberia ist Albeniz’ Meisterwerk, das am Ende seines Lebens entstand. Nach Ansicht des amerikanischen Musikkritikers Harold C. Schonberg hatte er bis dahin meist gefällige Salonmusik komponiert. Schonberg schrieb weiter: „Nichts in Albéniz’ früherem Werk hätte Musik von derartiger Komplexität, vitaler Kraft und Schwierigkeit erahnen lassen.“ Albeniz, der in jener Zeit in Paris lebte, schrieb an seinen Freund, den katalanischen Pianisten Joaquim Malats i Miarons, nachdem er ihn 1907 die Triana spielen hörte: „Ich schreibe die Iberia nur für Dich“. Die Pianistin Blanche Selva hielt Iberia für unspielbar, führte aber dennoch, teilweise mit Erleichterungen im Tonsatz, die Uraufführung aller 12 Stücke in mehreren Konzerten durch.

## Erstes Buch

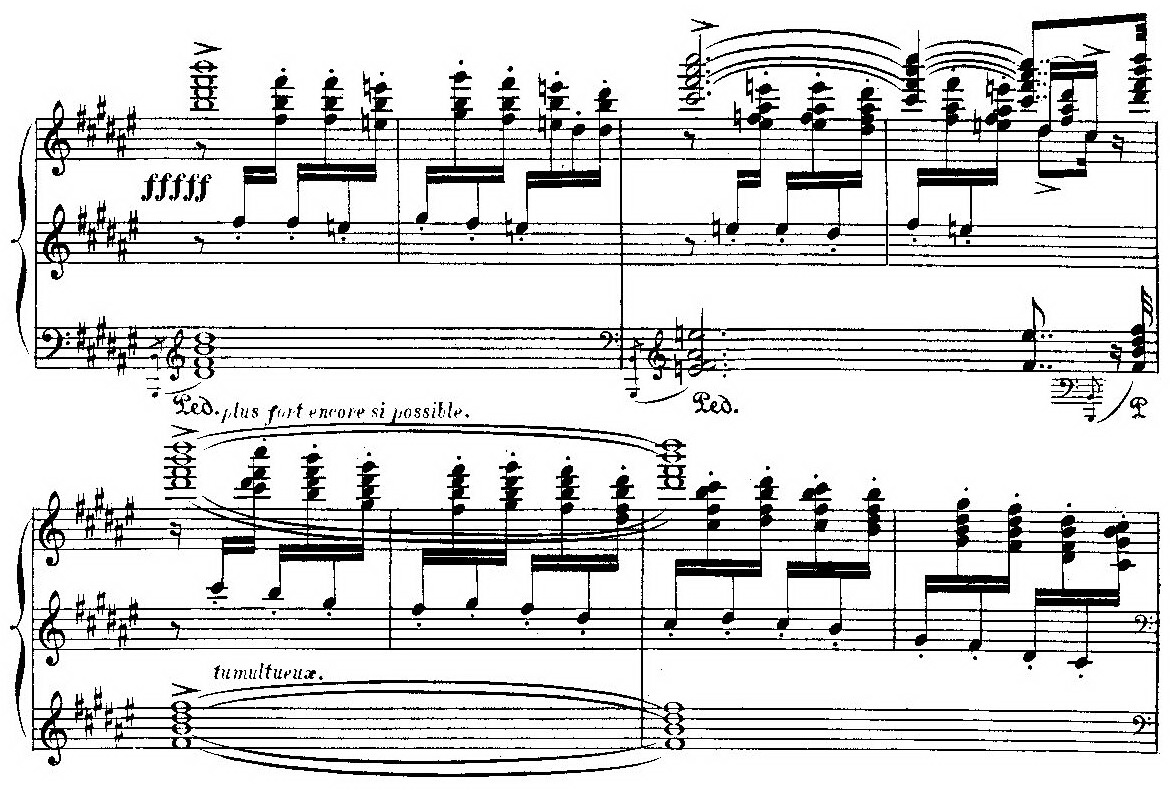
El Corpus Christi en Sevilla

Uraufführung am 9. Mai 1906 durch Blanche Selva in der Salle Pleyel, Paris. Das erste Buch trägt die Widmung: à Madame Ernest Chausson (Jeanne Escudier war die Ehefrau von Ernest Chausson).
Evocatión (Beschwörung): Die „Evocatio“ enthält 128 ¾-Takte und besteht aus vier Teilen, die Struktur erinnert entfernt an die Sonatensatzform. Das Stück beginnt nach einer Einleitung mit einem ersten Thema in der Tonart as-Moll und der Tempoangabe Allegretto expressivo. Danach erklingt eine leicht rhythmische Sequenz im Stil eines Fandanguillo, gefolgt von einem zweiten Thema in As-Dur. Nach einer Wiederholung endet die Evocation in einer Reminiszenz an den bereits bekannten Fandanguillo. Die Dynamik bewegt sich zwischen pppp und fff in einem einzigen Akzent am Ende des dritten Teils. Die Spieldauer beträgt je nach Interpret etwa fünfeinhalb Minuten.
El Puerto: Albeniz beschreibt in diesem Stück die Atmosphäre in El Puerto de Santa María. Im Notenblatt steht die Tempoangabe Allegro commodo. Dieses Stück enthält 187 Takte, die als 6/8 gespielt werden. Die Tonart ist hier Des-Dur. Gleich zu Anfang gibt es eine rhythmische Tonfolge, die sich variiert durch das ganze Stück zieht. Auch hier gibt es zwei Themen, die in ihrem Tonartcharakter und der verwendeten Harmoniefolge auf einen impressionistischen Einfluss von Claude Debussy hinweisen. Mit einer Spieldauer von etwas mehr als vier Minuten ist El Puerto das kürzeste Stück der Iberia.
Fête-Dieu à Séville (Fronleichnam in Sevilla): Dieses Stück hat den Charakter eines Marsches oder einer religiös-intensiv erlebten Prozession. Klaviertechnisch ist es äußerst anspruchsvoll, so notierte Albeniz sein Stück teilweise der Übersicht halber in drei Notenzeilen und gibt detaillierte Spielanweisungen. Das erste Thema dieser musikalischen Prozession folgt dem kastilischen Kinderlied La Tarara, das variiert wird (Vortragsbezeichnung: Allegro gracioso). Das zweite Thema ist hingegen ruhig, hat einen fließenden Charakter und weist nur wenige dynamische Akzente auf, dann folgt wieder das variierte La Tarara. Die dynamisch steigende Tonstärke (Crescendo) kulminiert in der Bezeichnung fffff, für die leiseste Stelle fordert Albeniz hingegen ein pppp. Beide Vorgaben sind in der Spielpraxis unerfüllbar. Die martialischen Klänge des Prozessionsmarsches kontrastieren mit sanfteren Elementen, die an die volkstümlichen Saetas im Stile des Flamenco erinnern. Die Tonarten wechseln vom anfänglichen fis-Moll zum späteren gis-Moll. Mit 370 2/4-Takten dauert die Fête-Dieu über neun Minuten.

## Zweites Buch
Gewidmet ist es Blanche Selva, die auch diese Stücke zur Uraufführung am 11. September 1907 in Saint-Jean-de-Luz brachte.
Rondeña: In diesem Tanz verwendet Albeniz fast im ganzen Stück wiederholte Wechsel zwischen 6/8- und ¾-Takten. Das erzeugt eine Art springenden Rhythmus, der mit der Metronomzahl MM=116, Allegretto notiert ist. Die Viertelnote soll 116 mal in der Minute angeschlagen werden, die Tonart ist D-Dur. Neben der fröhlichen Rondeña gibt es aber auch die melancholischen Züge einer Petenera. Die 263 Takte erzeugen eine Spieldauer von etwas über sieben Minuten.
Almería: Allegretto moderato, nach der Metronomangabe soll die punktierte Viertelnote 72 mal pro Minute angeschlagen werden. Meist in der Tonart G-Dur, teilweise rhythmisch aber auch fließend ruhig mit träumerisch und poetisch anmutenden Harmonie- und Tonfolgen, die am Ende kontrastreich in fremdartig klingende Harmonien übergehen. Mit 262 Takten kommt die Almería auf etwa 11 Minuten.
Triana: Dieses Stück beschreibt musikalisch das bunte Treiben im Quartier Triana in Sevilla. Albeniz setzt für diesen Tanz als Tempo für die Viertelnote den Metronomwert MM=94 an und notiert ein Allegretto con anima als Vortragsbezeichnung. Das Stück endet mit einer Schlusskadenz im vierfachen Fortissimo. Tonarten fis-Moll, A-Dur und 141 ¾-Takte, die Triana dauert etwa fünf Minuten. Es ist eins der bekanntesten Stücke von Isaac Albeniz, das oft in Konzerten von den Solisten als Vortragsstück oder Zugabe gespielt wird.

## Drittes Buch
Die Stücke hieraus wurden von Blanche Selva am 2. Januar 1908 im Pariser Haus der Mäzenin Winnaretta Singer aufgeführt. Gewidmet ist das dritte Buch der Pianistin Marguerite Hasselmans.
El Albaicín: Ein Quartier in Granada, dem Albeniz dieses teilweise stark rhythmische Stück gewidmet hat. Es enthält ebenfalls mehrere Elemente des Flamencos. Das Stück gliedert sich in vier Teile, in denen sich eine Art nachempfundener Cante jondo mit der vom Klavier nachgeahmten Schlagtechnik der Gitarre mit zahlreichen Arpeggios und mit lyrisch-melancholischen Passagen abwechseln. Der Schluss mündet in einen akzentuierten Schlussakkord. Die Tonart ist vorwiegend b-Moll, das Taktmaß 3/8 mit MM=60 für die punktierte Viertelnote. Mit seinen 313 Takten beträgt die Spieldauer über sieben Minuten.
El Polo: Der Titel dieses Stückes bezieht sich auf die musikalischen Ausdrucksformen des Flamenco. Es ist ein fast durchgehend traurig-tragischer Cante Jondo in verhaltenem Rhythmus in der Tonart f-Moll. Doch zwischendurch wird die Tragik durch in Dur-Harmonien erzeugte leichte Aufmunterungen ersetzt, um aber dann wieder in Traurigkeit zu verfallen. Albeniz gibt als Vortragsbezeichnung ein Allegro mélancolico an. Das Tempo soll für die punktierte Viertelnote MM=66 betragen. Der teils synkopierte 3/8-Takt erzeugt in den weniger melancholischen Passagen einen mehr tänzerischen Groove, der dem Stück auch fröhlichere Akzente verleiht. Mit 391 Takten dauert dieser Cante Jondo ebenfalls etwa 7 Minuten.
Lavapiés: Lavapiés ist ein Viertel von Madrid, in dem seit dem 16. Jahrhundert durch zahlreiche Zuwanderer eine besondere kulturelle Vielfalt entstanden war, und das in etlichen Zarzuelas als Hintergrund der Handlungen dient. Mit seinem Stück setzt er diesem Quartier ein Denkmal. Beginnend mit dem leicht verfremdeten Rhythmus einer Habanera entwickelt das Stück eine dominant-eingängige arienartige Melodie wie in einer Zarzuela, die zwischendurch allerdings auch Träumereien zulässt und mehrfach variiert wird. Albeniz gibt den Pianisten in der ganzen Iberia immer wieder auf Französisch dezidierte Angaben zur Spielweise. So steht am Anfang dieses Stückes der Satz: « Ce morceau doit ètre joué avec allégresse et librement. » Die Tempoangabe lautet MM=84 für die Viertelnote und dann Allegretto bien rythmé mais sans presser. Diese Empfehlungen könnten auch für Sängerinnen in einer Aufführung passen. Lavapiés besteht aus 264 2/4-Takten. Dauer wieder etwa 7 Minuten.

## Viertes Buch
Uraufführung durch Blanche Selva am 9. Februar 1909 in der Pariser Société Nationale de Musique. Es trägt die Widmung à Madame Pierre Lalo (Pierre Lalo war ein französischer Musikkritiker).
Málaga: Immer komplizierter werdende, schwer zu spielende Rhythmen und Erinnerungen an bekannt klingende melodische Gesänge sind die Charakteristika dieses schnellen kurzen Stückes. Albeniz setzt ein Allegro vivo an den Anfang und das Tempo beträgt MM=58 für die punktierte halbe Note. 248 ¾-Takte ergeben eine Spieldauer von etwas über fünf Minuten.
Jerez: Benannt nach der Stadt, die für den andalusischen Wein Sherry bekannt ist. Szenen in einer Taberna? Auch hier gibt es äußerst schwierige rhythmische Passagen, die sich mit tranceartigen liedhaften Abschnitten abwechseln. Vielleicht ist dieses Stück eine Apotheose des Tanzes, indem die Rhythmen, das Taktmaß und die Tempi frei verändert und variiert werden. Albeniz wechselt in kurzen Taktfolgen zwischen ¾-, 3/8- und sogar plötzlich zwischen ¼- und 2/4-Takten. Das Stück trägt in der Notation keine Vorzeichen, denn die Tonarten C-Dur und a-Moll lösen sich durch offene Akkorde auf und wechseln ebenso wie Takt und Rhythmus. Albeniz gibt ein Andantino vor. Die Metronomzahl lautet MM=76 für die Viertelnote und später 64 für die punktierte Viertel. Die 230 Takte ergeben eine Spieldauer von 11 Minuten.
Eritaña: Das heitere Finale der Iberia ist eine stilisierte Sevillanas, ein populärer und schneller Tanz (MM=84 für die Viertelnote). Die Vortragsbezeichnung lautet Allegretto grazioso Der ¾ Takt zieht sich durch das ganze Stück und die Tonart ist  Es-Dur. Mit 148 Takten klingt der Tanz nach fünf Minuten aus. Die ganze Iberia ist damit nach fast 90 Minuten zu Ende.

## Interpreten und Bearbeitungen
Aufgeführt wurde Iberia zuerst von Blanche Selva, doch auch für den katalanischen Pianisten Joaquim Malats i Miarons war Iberia ein Bravourstück. Esteban Sánchez Herrero brachte eine beeindruckende Aufnahme heraus und Alicia de Larrocha spielte das Stück sogar dreimal ein. Von Iberia gibt es Bearbeitungen von Einzesätzen für Gitarrenensemble und zahlreiche Instrumentierungen für Sinfonieorchester. Maurice Ravel sollte im Auftrag von Ida Rubinstein 1928 eine Orchesterbearbeitung herstellen, doch diese wurde nicht vollendet, weil gleichzeitig der von Albeniz' Erben beauftragte Enrique Fernández Arbós ebenfalls damit begann. Arbós' Arbeit vervollständigte erst Jahre später Carlos Surinach.